# Múnia d'Àlaba
Múnia d'Àlaba (ca. 740-780) fou reina consort d'Astúries, pel seu matrimoni amb Fruela I d'Astúries, i mare d'Alfons II d'Astúries.

## Ascendència
L'ascendència de la reina Múnia és esmentada en una de les cròniques àrabs de l'època. L'historiador Gonzalo Martínez Diez cita un text en la primera part de al-Muqtabis de Ibn Hayyan, publicat per Évariste Lévi-Provençal, que narra una ràtzia i s'esmenten les baixes cristianes. Segons aquesta crònica àrab, l'any 816:
| « | ...fou la campanya del hàjib Abd-al-Karim ibn Abd-al-Wàhid ibn Mughith en la ràtzia contra l'enemic de Déu Balaixk al-Jalaixqí (Velasc el Gascó), senyor de Pamplona (...) Moriren molts, entre ells Garsiya ibn Lubb (García López), fill de la germana de Barmud (Beremund I d'Astúries), l'oncle matern de Idfuns (Alfons II).... | » |

D'això es dedueix que la reina Múnia era filla d'un individu anomenat Lope, que, per tant, hauria de portar el cognom patronímic López, i d'una filla de Fruela de Cantàbria. La mare de la reina Múnia era germana del rei Beremund I d'Astúries i cosina carnal del rei Fruela I i, per això, la reina Múnia hauria estat cosina en segon grau del seu espòs, el rei Fruela.

## Biografia
Encara que es desconeix la seva data de naixement, degué esdevenir al voltant de l'any 740. Fruela I portà a Múnia, llavors una adolescent, d'una expedició per terres alabeses i de la Bureba (759) per fer-la la seva esposa i reina, al mateix temps que estrenyia les relacions amb Àlaba. Una vegada mort Fruela l'any 768, Múnia, tement per les vides dels seus fills, es refugià amb ells en el Monestir de San Xulián de Samos. No es coneix la data de la seva defunció, encara que degué ser cap a 780, ja que Alfons II visità posteriorment la tomba amb prou feines vint anys.

## Sepultura
Després de la seva defunció, el cadàver de la reina Múnia rebé sepultura a la Catedral de San Salvador d'Oviedo, que el seu espòs, el rei Fruela I d'Astúries, havia ordenat edificar, i en la qual també havia estat enterrat. Posteriorment, l'any 794, l'església fou saquejada i arrasada per les tropes musulmanes i, a continuació, Alfons II el Cast n'ordenà la reedificació.
A principis del segle ix el rei Alfons II ordenà la construcció de l'església de La nostra Senyora del Rei Cast, a la ciutat d'Oviedo, a fi de destinar-la de panteó real. Diversos autors assenyalen que hi traslladà les restes dels seus pares, que es trobaven al cementiri de l'església de San Salvador. No obstant això, a causa de la reconstrucció del panteó de reis de la Catedral d'Oviedo, duta a terme al començament del segle XVIII, resultaria impossible en l'actualitat la identificació i individualització de les restes mortals de la reina Múnia, que s'expliquen entre els allí enterrats.

## Descendència
Fruit del seu matrimoni amb el rei Fruela I d'Astúries nasqué:
- Alfons II d'Astúries (c. 760-842).[6]